# Computación móvil
La computación móvil es un término utilizado para describir el uso de computadoras sin la necesidad de estar conectadas a una red, ya sea por radio, satélite, etc.

## Redes móviles
Las redes móviles sin hilos utilizan servicios telefónicos y servicios públicos para recibir y transmitir señales.
Para ello utilizan:
- Comunicación de paquetes vía radio.
- Redes celulares.
- Estaciones de satélite.

Las personas que se encuentran de viaje pueden utilizar esta tecnología con equipos portátiles o PDA para intercambiar mensajes de correo electrónico, archivos u otra información. Este tipo de comunicación es lenta, la velocidad de transmisión oscila entre los 8kbps y los 19.2 kbps.

### Comunicación de paquetes vía radio
Este sistema divide una transmisión en paquetes, estos incluyen:
- La dirección fuente.
- La dirección destino.
- Información de corrección de errores.

Los paquetes se conectan a un satélite que los transmite.

### Redes celulares
Los datos de paquetes celulares (CDPD), utiliza la misma tecnología y algunos de los sistemas de teléfonos móviles celulares. Ofrecen transmisiones de datos de equipo sobre redes de voz analógicas siempre y cuando el sistema no esté ocupado.

### Estaciones de satélite
Los sistemas de microondas son una buena opción para la interconexión de edificios en sistemas pequeños y con cortas distancias, como un campus o parque industrial, consta de:
- Dos transceptores de radio: uno para generar y otro para recibir la transmisión.
- Dos antenas orientables apuntadas frente a frente para realizar la comunicación de la transmisión de señales por los transceptores.

### Antecedentes históricos
- Osborne 1
- Compaq portable
- IBM Simon

### Evolución de los teléfonos móviles
- Motorola 8900X-2
- Nokia 2146
- Nokia 3210
- Nokia 6210
- Ericsson T39
- Alcatel OT511
- Samsung E250
- Apple Iphone
- BlackBerry Curve 8900
- Samsung E250
- Samsung Galaxy S2
- Sony Xperia Z Ultra

- Datos: Q2738570
- Multimedia: Mobile computers / Q2738570